# Besinger-Score
Der Besinger-Score ist ein klinischer Score zur Beurteilung des Schweregrades der Myasthenia gravis. Er wurde in einem Artikel von Besinger und Mitarbeitern 1983 erstmals vorgestellt und später modifiziert. Der Besinger-Score dient der klinischen Verlaufsbeurteilung. Er setzt sich aus acht einfach zu erhebenden Kriterien zusammen.
|                                                    | Normal (0)                  | Leicht (1)                                    | Mittel (2)                                             | Schwer (3)                 |
| -------------------------------------------------- | --------------------------- | --------------------------------------------- | ------------------------------------------------------ | -------------------------- |
| Armvorhalteversuch (90 Grad, stehend oder sitzend) | >180 s                      | 61–180 s                                      | 11–60 s                                                | 0–10 s                     |
| Beinhalteversuch (45 Grad, Rückenlage)             | >45 s                       | 31–45 s                                       | 6–30 s                                                 | 0–5 s                      |
| Kopfhalteversuch (45 Grad, liegend)                | >90 s                       | 31–90 s                                       | 6–30 s                                                 | 0–5 s                      |
| Vitalkapazität (Frauen)                            | >3,0 L                      | 2,1–3,0 L                                     | 1,2–2,0 L                                              | <1,2 L                     |
| Vitalkapazität (Männer)                            | >4,0 L                      | 2,6–4,0 L                                     | 1,5–2,5 L                                              | <1,5 L                     |
| Kauen, Schlucken                                   | normal                      | Leicht gestört bei festen Speisen             | Gestört nur bei Flüssigkeiten, teilweise Regurgitation | Nicht möglich (Magensonde) |
| Mimische Muskulatur (Lidschluss)                   | Normal kräftiger Lidschluss | Leichte Schwäche bei vollständigem Lidschluss | Unvollständiger Lidschluss                             | Kein mimischer Ausdruck    |
| Doppelbilder (Blick zur Seite)                     | >60 s                       | 11–60 s                                       | 1–10 s                                                 | spontan                    |
| Ptose (Blick nach oben)                            | >60 s                       | 11–60 s                                       | 1–10 s                                                 | spontan                    |

Das Ergebnis berechnet sich aus der Summe der Punkte dividiert durch die Anzahl der getesteten Kriterien.

## Beispiel
| Versuch                  | Dauer   | Punktzahl |
| ------------------------ | ------- | --------- |
| Arm vorhalten            | 20 s    | 2 Punkte  |
| Bein vorhalten           | 6 s     | 2 Punkte  |
| Kopfheben                | 7 s     | 2 Punkte  |
| Doppelbilder             | spontan | 3 Punkte  |
| Ptose beim Aufwärtsblick | 50 s    | 1 Punkt   |
| Summe:                   |         | 10 Punkte |

Reduzierter Myasthenie-Score: 10 : 5 = 2,0 Punkte
Im Verlauf wird eine Änderung von 0,5 Punkten als signifikant beurteilt.